# Слива китайская
Сли́ва иволистная, или слива китайская, или цзюйлинка (лат. Prúnus salicína) — вид двудольных цветковых растений, включённый в род Слива (Prunus) семейства Розовые (Rosaceae).

## Ботаническое описание
Слива иволистная — дерево, иногда достигающее 12 м в высоту. Молодые ветки желтовато-красные, голые или бархатистые. Кора фиолетово-коричневого или красно-коричневого цвета.
Листья в очертании обратнояйцевидные или продолговатые, 6—12 см длиной и 3—5 см шириной, суженные к основанию, с дважды-зубчатым краем. Черешки до 2 см длиной. Верхняя поверхность листовой пластинки тёмно-зелёная блестящая. Прилистники линейные, железистые.
Цветки белого цвета, обычно собранные по 3 в зонтичные соцветия, около 2 см в диаметре, распускаются в апреле. Чашелистики голые, с зубчатым краем. Лепестки продолговато-обратнояйцевидные, с клиновидным основанием. Пестик и завязь голые.
Плод — округлая, яйцевидная или грушевидная костянка до 5 см в диаметре, красного или жёлтого, реже фиолетового или зелёного цвета. Эндокарпий шершавый. Съедобна, обладает кисло-сладким вкусом.

## Ареал
Естественный ареал сливы иволистной — лесные опушки в горах Китая. Часто выращивается в садах в Корее, Японии, США и Австралии.

## Искусственные гибриды
Слива русская (лат. Prunus ×rossica Erem.). Это принципиально новая косточковая культура, созданная в России в XX веке в результате гибридизации алычи и сливы китайской. Сочетает высокую продуктивность и выносливость алычи с крупноплодностью и хорошими вкусовыми качествами. Идею названия «слива русская» предложили американцы после знакомства с алычой гибридной. Алыча входит в род Слива, а большинство её гибридов выведены в России. Сливы русские регистрируются ФГУ «Государственная комиссия Российской Федерации по испытанию и охране селекционных достижений» под родовым названием Алыча.
Некоторые сорта: 'Злато Скифов', 'Клеопатра', 'Кубанская Комета', 'Подарок Санкт-Петербургу', 'Путешественница'.
Получению гибридов китайской сливы и других растений рода Prunus (например, абрикоса, персика) были посвящены труды американского селекционера Флойда Зайгера. (1926-2020). Ему удалось получить множество гибридов, отличающихся приятным вкусом и ароматом.

## Таксономия
|  |                                      |  |                                                         |                                                         |                   |  | ещё 8 семейств (согласно Системе APG III) | ещё 8 семейств (согласно Системе APG III) |               |  |  |  | подроды Миндаль, Вишня и Emplectocladus | подроды Миндаль, Вишня и Emplectocladus |  |  |
|  |                                      |  |                                                         |                                                         |                   |  | ещё 8 семейств (согласно Системе APG III) | ещё 8 семейств (согласно Системе APG III) |               |  |  |  | подроды Миндаль, Вишня и Emplectocladus | подроды Миндаль, Вишня и Emplectocladus |  |  |
|  |                                      |  |                                                         | порядок Розоцветные                                     |                   |  |                                           |                                           | род Слива     |  |  |  |                                         | вид Слива китайская                     |  |  |
|  |                                      |  |                                                         | порядок Розоцветные                                     |                   |  |                                           |                                           | род Слива     |  |  |  |                                         | вид Слива китайская                     |  |  |
|  | отдел Цветковые, или Покрытосеменные |  |                                                         |                                                         | семейство Розовые |  |                                           |                                           | подрод Слива  |  |  |  |                                         |                                         |  |  |
|  | отдел Цветковые, или Покрытосеменные |  |                                                         |                                                         |                   |  |                                           |                                           |               |  |  |  |                                         |                                         |  |  |
|  |                                      |  | ещё 58 порядков цветковых растений (по Системе APG III) | ещё 58 порядков цветковых растений (по Системе APG III) |                   |  |                                           | ещё 108 родов                             | ещё 108 родов |  |  |  | ещё 41 вид                              |                                         |  |  |
|  |                                      |  |                                                         | ещё 58 порядков цветковых растений (по Системе APG III) |                   |  |                                           |                                           | ещё 108 родов |  |  |  |                                         |                                         |  |  |

### Гибриды
- Prunus ×rossica Eremin, 2006 [Prunus cerasifera × Prunus salicina]

## Сорта
- 'Скороплодная'
- 'Красный Шар'

### Синонимы
- Prunus botan André, 1895
- Prunus hattan L.H.Bailey, 1901, nom. inval.
- Prunus ichangan C.K.Schneid., 1905
- Prunus masu hort. ex Koehne, 1912, nom. inval.
- Prunus thibetica Franch., 1886
- Prunus triflora Roxb., 1832